# AKB48
AKB48是日本大型女子偶像團體，成立於2005年12月8日，由作詞家秋元康擔任總製作人。其團名取自東京的秋葉原（日語羅馬字Akihabara的縮寫），於此地擁有專屬表演劇場，以「可以面對面的偶像」（会いに行けるアイドル）為理念，幾乎每天在劇場進行公演。成員人數經過多次增減，目前包含研究生在內共有43人。AKB48於2013年3月，獲吉尼斯世界纪录認證為世界上最多成員的流行團體。
AKB48於2006年在主流樂壇出道，當時隸屬DefSTAR Records，2008年轉投國王唱片旗下並加入AKS製作後，運營團隊的營銷策略奏效，數年間作品銷量與知名度大幅上升，逐漸在日本締造出巨大人氣，聲名也傳達至日本境外。繼AKB48後，秋元康以相近模式陸續於日本其他都市與海外成立SKE48、NMB48、JKT48等姊妹組合，形成人數龐大的偶像組合系列「AKB48集團」，朝不同市場發展。2013年5月，AKB48成為日本史上單曲銷量最高的女性歌手；2014年2月，在日本的CD總銷量突破3,000萬張。2016年9月，其日本國內的CD總銷量突破4,000萬張。2023年2月，她們是日本史上單曲銷量最高的歌手；60張單曲總銷量達7,350萬。2023年，所屬唱片公司轉移至環球音樂。

## 簡介

AKB48標誌

根據秋元康的想法，AKB48成立的原意是要讓「偶像」（Idol）這個概念，從以往僅出現在媒體的遙遠存在，成為近在身旁，能讓歌迷看見她們的成長過程、與她們一起成長的偶像，意即「能接觸到的偶像」。近年來伴隨AKB48的知名度日益高漲，越來越多成員同時陸續投入歌唱以外的其他藝能領域。
包括錄製唱片、公演等活動中所用到的曲目全都是秋元康作詞的原創曲，到2011年11月，總計已發表超過400首原創曲。所有歌曲的作詞全由總製作人秋元康負責，並邀請不同作曲家參與作曲。舞台監督、舞蹈編排則主要由曾為早安家族等團體編舞的夏真由美所負責，後期陸續轉由牧野安娜等人負責。
在AKB48成立初期，成員的服裝全由當時由秋元康擔任副校長並兼任藝術學院教授的京都造形藝術大學的學生設計。但在團體規模成長之後，開始在幕後經營團隊中建立專業的服裝製作小組，負責所有姊妹團體在各種不同場合使用的表演服裝；此一服裝製作小組自2013年3月1日起成為獨立公司「Osare Company」（オサレカンパニー），同時接受AKB48及姊妹團體以外的服裝設計與整體造型設計請託。
成員中有禁止戀愛條款，也出現過成員因為違反規定而遭辭退的現象。AKB48並不是全部成員都以歌手作為目標，AKB48只是一個過程，是實現成為歌手、偶像、雜誌模特兒、廣播劇演員、時裝設計師、演員、聲優等願望的一個踏腳石。
AKB48的市場營銷策略，為該組合人氣開低走高後進而爆發的主要原因之一。於日本國內，AKB48及其衍生組合於2009年以來的作品銷量，對日本唱片市場有著重大的影響。從2006年出道的第一張單曲《櫻花的花瓣們》到2011年的第21張單曲《Everyday、髮箍》，AKB48的單曲銷量於5年間提高了33倍，與組合相關的各種產品銷售也使日本的音樂作品銷量於五年來首度回升。僅在2011年日本Oricon年度銷量單曲榜Top 50中就有16首歌曲佔據榜單，其中5張百萬單曲《變成櫻花樹》、《Everyday、髮箍》、《飛翔入手》、《風正在吹》和《崇尚麻里子》更獨佔年度排行榜第一至第五名，是自1968年公信榜有統計以來，首次出現的紀錄。2012年，所發行的5張單曲《GIVE ME FIVE!》、《仲夏的Sounds good!》、《格子花紋》、《UZA》和《永遠的壓力》，銷售量皆突破百萬，再度獨佔年度排行榜第一至第五名，當中《仲夏的Sounds good!》更獲日本唱片協會認證為二百萬唱片，是自SMAP2003年的单曲《世界上唯一的花》之後，久睽9年的首張二百萬認證單曲，AKB48亦憑這首歌第2次獲得了日本唱片大獎。2013年的《再見自由式》再次打破了《仲夏的Sounds good!》所創下的紀錄，發售的首日創下145萬張的新紀錄，至2013年6月1日銷量突破185.7萬張，成為日本女性音樂團體銷量最高的單曲，AKB48亦憑著這張作品超越濱崎步，以2185萬張的單曲銷量成為日本史上單曲最高銷量的女歌唱藝人，連同專輯計算作品總銷量在2014年2月突破3000萬張。2014年5月21日推出的夏季單曲《拉布拉多獵犬》於發行首週售出166.2万張，成為AKB48連續第17張销量破百萬的單曲（通算第18张），同時是連續第23張單曲獲得週榜冠軍，刷新女性組合在Oricon公信榜的「單曲第一名連續獲得数」和「單曲第一名總計獲得数」兩項紀錄。同時，組合單曲總銷量達到2878万張，超越了Mr.Children此前的2845.4万張紀錄。
AKB48也透過舉辦「握手會」 、以及一系列面向歌迷的活動，成功令作品銷量及人氣蒸蒸日上。後者形成主因為創團初期，表演歌曲的Center（中心成員）多為營運方或秋元康直接指定，導致未能擔任Center的成員之歌迷表示不滿，因此營運方決定由「歌迷投票」選出下一張單曲演唱的成員，此即2009年起每年舉辦一次的「選拔總選舉」。2010年起，又開始舉辦透過猜拳決定單曲演唱成員的「猜拳大會」。加上其他配套的營銷手法，在2000年代日本經濟仍然不振之時，AKB48於流行和商業文化所創造的高曝光率和驚人產值被認為是一種「經濟奇蹟」。

### 名字由來

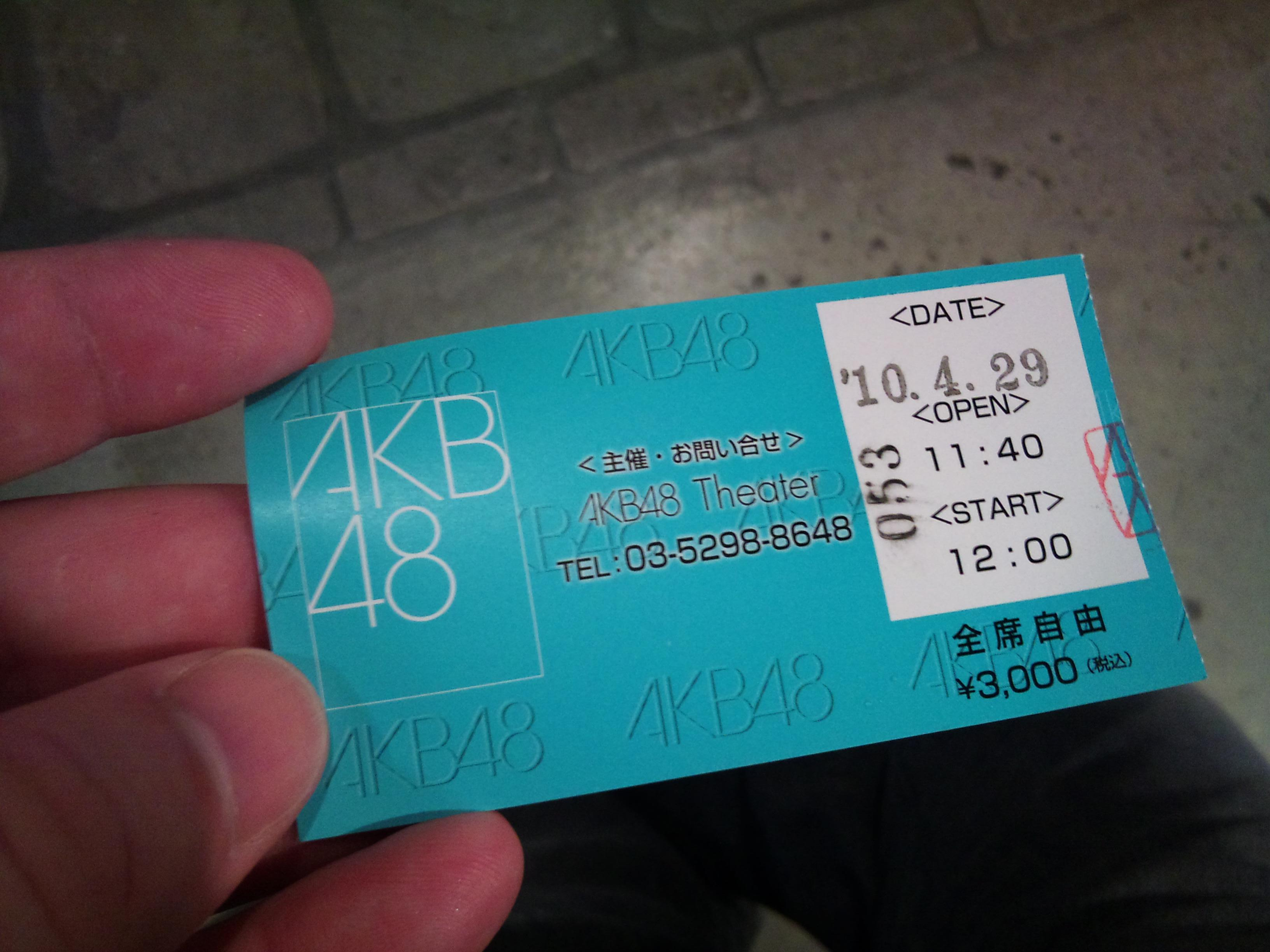
AKB48在「企業識別」上的成功在日本演藝界十分罕见

團名AKB從劇場所在地——秋葉原（Akihabara）的簡稱「Akiba」（AKiBa）得來，現在主要簡稱為「AKB」。剛開始時宣佈募集48人並命名為「秋葉原48計畫」（秋葉原48プロジェクト），由NTT DOCOMO合作的成員募集廣告開始，初次亮相時也曾被媒體稱為（秋葉原的片假名拼寫）。
48（讀音基於英语）則是從Office48社長芝幸太郎的姓「芝」而得來的。因為名字為48，所以最初正式成員的人數都維持於48人左右（因成員會有所更替，總額時有少許變動）。不過最初的構想是1隊24人，2隊合計48人的組合，而非1隊16人，3隊合計48人。

### 營運模式
AKB48由Team A、Team K、Team B、Team 4與Team 8五個分隊組成，除較為特殊的Team 8之外，每隊有17至19名正式成員。除此之外還設有研究生隊伍，除了作為儲備隊員，為爭取升格為正式成員或失格畢業而展開競爭之外，也會在正式成員不克出席參與演出時，臨時調度支援。AKB48的各隊以制服爲底發展出自己風格的服裝，除了共同演唱的單曲之外，各隊也以個別隊伍專屬、同樣是由秋元康所親自作詞的原創曲目，以“想見就能見到的偶像”爲理念，輪流在AKB劇場進行稱為「公演」的定期現場表演。除了展現出比一般偶像團體更接近聽眾歌迷的親和力之外，如此的作法也具有防止盜版，保護著作權的效益。

### 劇場公演

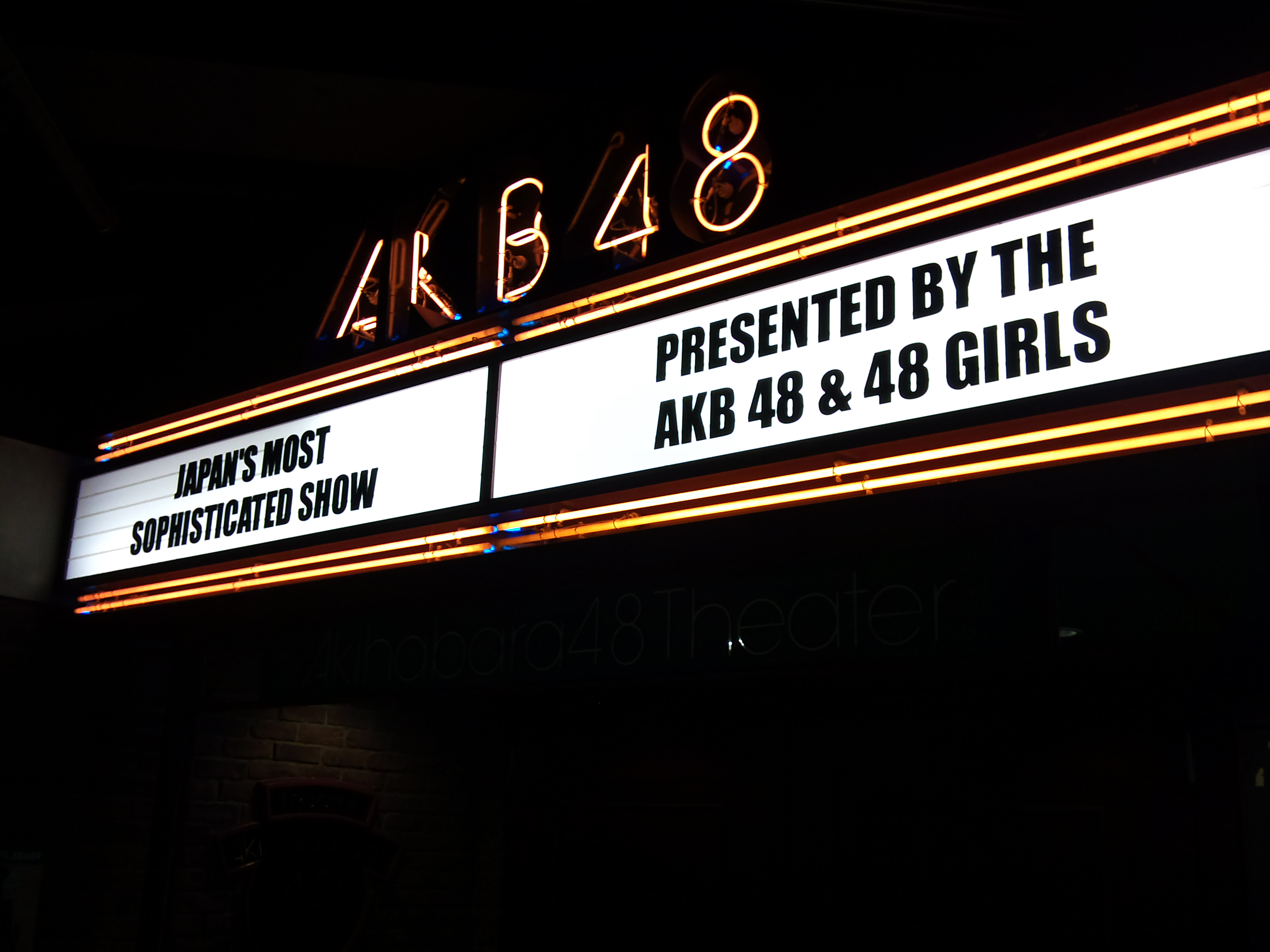
AKB48劇場

劇場公演是AKB48成立之初就已經開始進行的活動。AKB48在秋葉原擁有名為AKB48劇場的專用表演場地，幾乎每天都在專用劇場進行「公演」，而不稱為演唱會（Concert）或現場表演（Live）。無論在AKB48還是默默無聞時或是人氣爆發後，劇場公演都一直是其中心的活動。公演中的表演全部都是原創的歌曲，並由總製作人秋元康作詞，截至2012年2月已超過400首。劇場公演原則上以Team（中文可意譯為「分隊」）為單位作演出，各Team會分開進行公演，而且使用不同的曲目。

#### AKB48劇場
AKB48劇場位於唐吉訶德秋葉原店8樓，另外也曾在同一幢大廈的5樓開設「AKB48 SHOP」，販售AKB48的相關商品。設有「劇場經理」（劇場支配人；或譯為「劇場管理人」）做為劇場公演等團體事務的主要管理人，目前AKB48劇場經理職務空缺。

### 姊妹團體

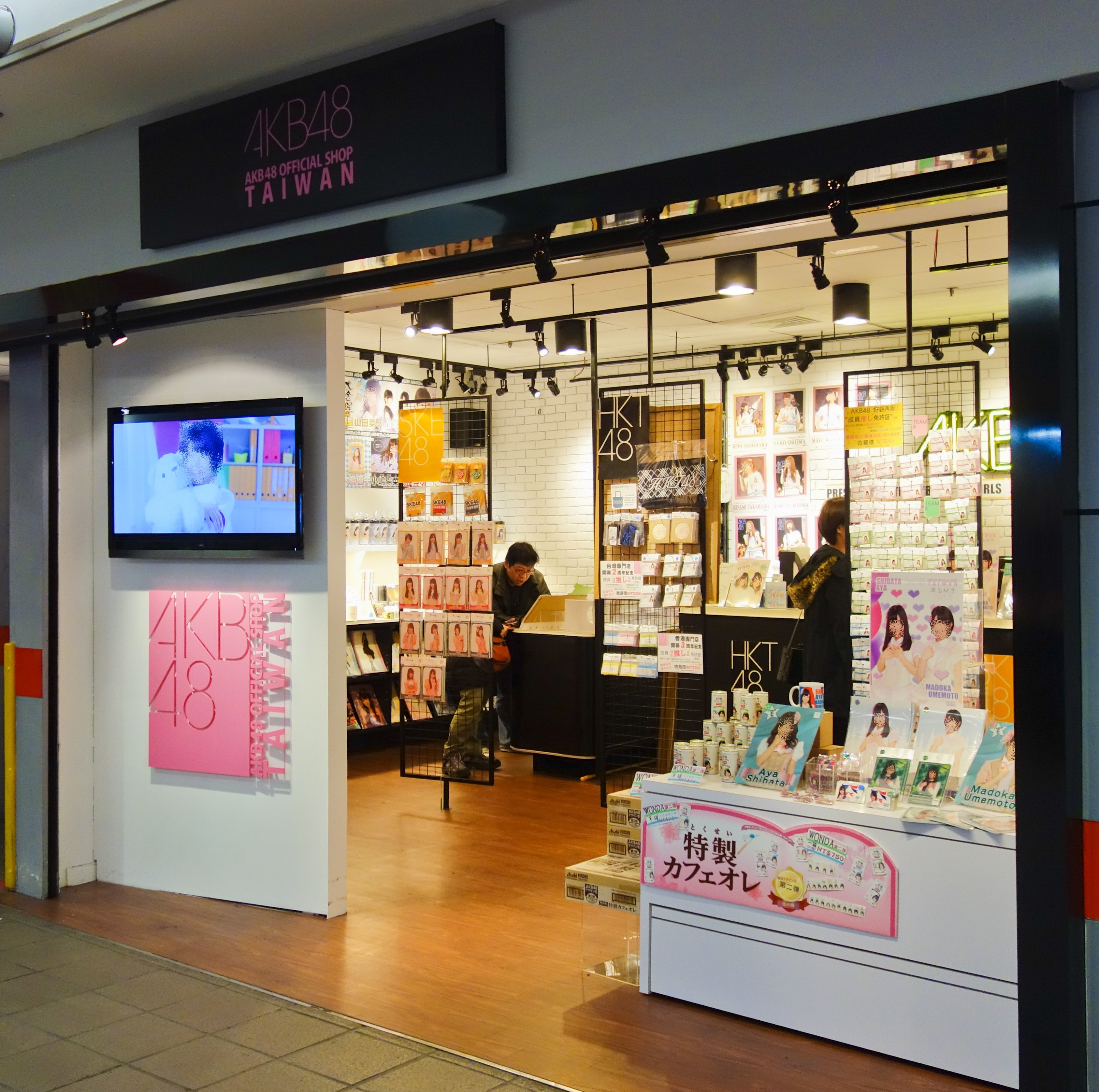
AKB48曾在台北市中山地下街開設的官方商店，已在2015年歇業

AKB48除了自己本身，還有不少運營模式相近的姊妹組合。組合名稱以「○○○48」為模板，多以地方名稱的英文或拉丁字母縮寫來命名。

#### AKB48集團
2008年夏天，AKB48首支姊妹團體，以名古屋市榮為據點、以東海地方為主要活動範圍的SKE48成立。2009年夏天，第二個以AKB48劇場為根據地的姊妹組合SDN48成立，組合成員都是20歲以上，但全體成員於2012年3月31日畢業、團體也隨之解散。其後，其他姊妹團體亦慢慢成立起來，包括2010年秋天於大阪市難波成立、主要於關西地區活動的NMB48，和2011年秋天以九州作為主要活動範圍、於福岡市博多成立的HKT48，以及在2015年8月21日進行首次登台表演、以北陸地方主要城市新潟市为據點的NGT48。2017年夏天，以瀨戶內海周圍7縣為據點，劇場設於船上的STU48正式成立，此團成為AKB48在日本的第6個姐妹團體。
除了日本國內，AKB48在國外城市都有姊妹組合，即是將上述運營模式的構思與特色做為知識產權進行模式販賣，將其模式在世界各地推廣，例如一個可行的構思就是組成如紐約48、巴黎48這樣由當地人選拔組成的特別授權隊（franchise team），最後再從世界各地的「48」模式隊伍中選出「世界48」。目前已於國外成立的姊妹組合有2011年於印尼雅加達成立的JKT48，2012年在中國上海成立的SNH48（於2016年6月除名），2017年在泰國曼谷成立的BNK48，2018年在台北成立的TPE48（后改組為AKB48 Team TP），在菲律賓馬尼拉成立的MNL48，在中國上海成立的AKB48 Team SH及在越南胡志明市成立的SGO48。另有2019年6月2日宣布在泰國清邁成立CGM48，2019年6月20日宣布在印度德里成立DEL48及在孟買成立MUB48，2024年1月1日宣布在馬來西亞吉隆坡成立KLP48。但之后由于2019冠状病毒病疫情，SGO48在2021年12月解散，DEL48和MUB48也在2022年结束运营。
包括AKB48與上述日本各地及海外的姊妹團體所形成、總成員數超過350人的龐大群體，經常被合稱為「AKB48集團」（AKB48 Group）或簡稱「48集團」。除非特別說明是AKB48單獨演出，一般而言包括AKB的唱片作品、冠名電視節目、演唱會乃至於單曲選拔總選舉，都是以48集團的名義、由日本國內的各姊妹團體成員們共同參與。

#### 競爭對手
除了上述團體名稱中有「48」的各姊妹團體外，AKB48還有一個定位較為特殊、類似姊妹團體但又不完全相同的相關團體——乃木坂46。乃木坂46是由日本索尼音樂在2011年以「AKB48的官方對手」為號召而成立的，與AKB48同樣是由秋元康擔任製作人，但並未採用48集團擁有固定的表演劇場、具有在地偶像概念的經營模式。乃木坂46成立初期與AKB48集團的交流並不頻繁，只有在2012年1月時曾於AKB48集團的重溫時間演唱會（Request Hour）中客座登台表演，以及同年5月時，因為第2張單曲與當時還是AKB48成員的指原莉乃之個人首張單飛單曲同日發行，而進行過一個銷售量對決的企畫。
但在進入2013年後，雙方的交流逐漸密切，例如參與48集團的冠名節目演出（生駒里奈在HKT48的冠名節目《HaKaTa百貨店 2號館》中擔任特別來賓）、合開冠名節目（《乃木坂46×HKT48 冠名節目對決！》，2013年秋季），另外像是在《AKBINGO!》等AKB48的電視節目之新作品介紹的單元中，也會比照其他姊妹團體般將乃木坂46的新單曲納入介紹，而NHK的《AKB48 SHOW!》則甚至出現完全由乃木坂46替代演出的《乃木坂46 SHOW!》特集。2014年2月24日，AKB48集團在東京台場的Zepp DiverCity Tokyo舉辦稱為「AKB48集團大組閣祭」的公開活動，在該活動中突然宣佈乃木坂46將與AKB48集團進行成員交流，由乃木坂46的生駒里奈至AKB48擔任兼任成員，而SKE48的松井玲奈則至乃木坂46兼任，雙方合作交流的程度更勝以往。
以乃木坂46為起點，日本索尼音樂日後又陸續成立櫸坂46、吉本坂46、以及日向坂46，形成有別於AKB48集團的「坂道系列」，在各種演藝領域與AKB48集團維持既競爭又合作的關係。

### 慈善活動
為東北地方太平洋沖地震（東日本大震災）的災民實行支援活動，呼籲粉絲捐款，計劃慈善歌曲・慈善活動等。而且，這種捐款企劃廣泛地受社會的支持，從2011年5月起日本紅十字會的活動「紅十字正式的使者」被起用。截止2013年3月12日，共累积捐款1,300,045,904日圓。

## 成員

### 成員排序
AKB48的成員人數眾多，是《吉尼斯世界纪录》認證全世界成員人數最多的流行音樂團體。由於其多人數的編制特性，在進行活動表演或推出新的作品時，通常只會遴選部分的成員，稱為「選拔」，再加上AKB48的作品又常會有其他姊妹團體的成員參與，因此成員名單的變動很大。為了便利排序與參考，AKB48與其姊妹團體所組成的「48集團」發展出一種關於名單排序的原則，不依照成員的名聲或資歷去決定順序，而是將參與特定活動或作品演出的成員，先依照其所屬的隊伍分類與排序，然後再將屬於同一個隊伍的成員，依照其姓名的日文五十音進行排序，稱為成員的「出席編號」（日語：出席番号）。2023年10月17日起，成員排序方式更改為依照加入期別排序，期別相同的成員再依照姓名的五十音排序，前Team 8成員則是直接依照五十音排序。
至於各隊伍間的排列順序，是以團體的成立時間優先，各隊伍在團體中的成立時間次之，最後將研究生排列於各團體的正式分組之後。根據上述原則形成的隊伍順序分別為：
1. AKB48
2. AKB48 研究生
3. SKE48 Team S
4. SKE48 Team KII
5. SKE48 Team E
6. SKE48 研究生
7. NMB48 Team N
8. NMB48 Team M
9. NMB48 Team BII
10. NMB48 研究生
11. HKT48 Team H
12. HKT48 Team KIV
13. HKT48 研究生
14. NGT48
15. NGT48 研究生
16. STU48
17. STU48 研究生

依照上述原則，目前（2025年6月15日起）在整個48集團中名單排列順序最優先的是13期生岩立沙穗。如果岩立沒有參與特定的演出或作品，則由順位排第二的15期生福岡聖菜優先，依此類推。至於集團全員中排序最末尾的，則是STU48的研究生北澤莓，而在涉及到海外分团时，也会将组合按成立时间依序排列，而成员方面则以姓名的首字母顺序（JKT48、AKB48 Team SH、SGO48）、艺名（昵称）的首字母顺序（BNK48、MNL48、CGM48、DEL48）或年龄顺（AKB48 Team TP、KLP48）决定先后。

### 成員名單
AKB48的分隊編組曾歷經多次大規模的異動，此異動方式借用政治內閣的組成方式稱為「組閣」。分隊制度結束前最後一次編組是第六次組閣的結果，即第七代編制，設有Team A、Team K、Team B、Team 4等四個一般分隊（另一分隊Team 8自有獨立的編組模式，在此不提），在2021年12月8日公布、2022年4月19日至2023年10月16日施行。
AKB48除了Team A、Team K、Team B等3個初期分隊之外，在2011年6月7日至2012年10月31日之間曾存在但其後解散的「Team 4」的第四個分隊。當時的初代Team 4全由9至12期研究生組成，並由大場美奈擔任隊長。在Team 4成立前，依次成立的Team A、Team K和Team B每隊最多都編有16名成員，團體總成員上限48人，呼應當初創團時團名中的「48」定義。但自Team 4設立後，最高總正式成員數一舉增加至64人，打破了慣例。在2012年8月24日於東京巨蛋舉行的「AKB48 in TOKYO DOME 〜1830m之夢〜」演唱會第一天的活動結束前，宣布進行第二次的成員大改組（組閣），Team 4在此次的改組中解散，原成員打散後加入A、K、B各隊，各隊的正式成員數量也因此由原本的每隊16人增加成22至23人的編制。2013年8月24日的東京巨蛋演唱會中，營運決定重組Team 4，而新的Team 4主要是由第13至14期的研究生組成，並由峯岸南擔任隊長。自此Team 4成為AKB48的長期隊伍之一，在2014年2月的大組閣祭（成員大改組）中也與其他分隊交換了成員。
自2012年3月起，AKB48開始施行「兼任成員」的制度，由其他姊妹團體遴選幾位成員至AKB48參與特定分隊的活動。同年11月，開始有AKB48成員至姊妹團體兼任，形成類似交換學生般的交流制度。在2013年4月28日發佈的成員異動公告中，首次有兼任成員任務完成後解除兼任身份，並由其他成員輪調的情況，並開始有已經移籍海外姊妹團體的成員回日本擔任兼任的作法。兼任成員在分隊中資格與一般的成員相同，並且在時程安排允許的情況下參與如劇場公演之類的分隊活動。由於AKB48的單曲唱片原本就會包含一些姊妹團體的成員在選拔名單中，因此姊妹團體的成員在AKB48的兼任於此方面的差異不大。但相反的包括北原里英與橫山由依等AKB48至姊妹團體兼任的成員，則曾入選過其他團體單曲唱片的選拔名單，是成員兼任較為具體的作用之一。
2023年4月29日宣布停止分隊及隊長制度，僅用正規成員和研究生區分，於同年8月4日至8月6日舉行各分隊最終演唱會，現體制最終劇場公演在同年10月舉行。

#### 正规成员
| 姓名            | 讀音 | 出生日期       | 出身地   | 加入期別 | 所屬 經紀公司 | 升格 正式成員 日期 | 附註／ 原屬分隊                                                                                          | 總選舉 最佳名次 |
| --------------- | ---- | -------------- | -------- | -------- | ------------- | ------------------ | --- | --------------- |
| 岩立沙穗 （岩立沙穂）   |      | 1994年10月4日  | 神奈川縣 | 13期     | TRUSTAR       | 2013年8月24日      | AKB48集團最年長 Team 4（峯岸・高橋朱里） Team B（高橋朱里・岩立） Team B第六任隊長 Team A（向井地）      | 22名            |
| 福岡聖菜        |      | 2000年8月1日   | 神奈川縣 | 15期     | Toki娛樂      | 2014年2月24日      | Team B（倉持・木崎・高橋朱里・岩立） Team A（向井地）                                                    | 31名            |
| 向井地美音      |      | 1998年1月29日  | 埼玉縣   | 15期     | Mama&Son      | 2014年2月24日      | 曾擔任AKB48集團總監督（第3代） Team 4（峯岸） Team K（峯岸） Team A（岡部・向井地） Team A第七任队长     | 13名            |
| 小栗有以        |      | 2001年12月26日 | 東京都   | -        | Zest          |                    | 前Team 8東京都代表 曾兼任Team A（岡部） 曾兼任Team B（淺井）                                             | 25名            |
| 倉野尾成美      |      | 2000年11月8日  | 熊本縣   | -        | DH            |                    | AKB48集團總監督（第4代） 前Team 8熊本縣代表 曾兼任Team K（込山） 曾兼任Team 4（倉野尾） Team 4第六任队长 | 30名            |
| 坂川陽香        |      | 2006年10月7日  | 福井縣   | -        | DH            |                    | 前Team 8福井縣代表（第2代） 曾兼任Team 4（倉野尾）                                                       |                 |
| 下尾美羽 （下尾みう）   |      | 2001年4月3日   | 山口縣   | -        | DH            |                    | 前Team 8山口縣代表 曾兼任Team A（岡部） 曾兼任Team 4（倉野尾）                                           |                 |
| 高橋彩音 （髙橋彩音）   |      | 1997年12月30日 | 埼玉縣   | -        | Alligator     |                    | 前Team 8埼玉縣代表 曾兼任Team 4（村山） 曾兼任Team K（田口）                                             |                 |
| 德永羚海 （徳永羚海）   |      | 2006年10月1日  | 鳥取縣   | -        | DH            |                    | 前Team 8鳥取縣代表（第2代） 曾兼任Team B（淺井）                                                         |                 |
| 永野芹佳        |      | 2001年3月27日  | 大阪府   | -        | TRUSTAR       |                    | 前Team 8大阪府代表 曾兼任Team 4（村山） 曾兼任Team A（向井地）                                           | 67名            |
| 橋本陽菜        |      | 2000年5月25日  | 富山縣   | -        | Strobo Agency |                    | 前Team 8富山縣代表 曾兼任Team K（込山） 曾兼任Team B（淺井）                                             | 109名           |
| 千葉惠里 （千葉恵里）   |      | 2003年10月27日 | 神奈川縣 | 選秀 2期 | DH            | 2017年9月27日      | 於第二屆AKB48選秀會議加入 Team 4（高橋朱里） Team A（岡部・向井地）                                      |                 |
| 鈴木久留美 （鈴木くるみ） |      | 2004年9月2日   | 東京都   | 16期     | DH            | 2018年4月2日       | Team A（岡部） Team B（淺井）                                                                            | -               |
| 田口愛佳        |      | 2003年12月12日 | 神奈川縣 | 16期     | DH            | 2018年4月2日       | Team A（岡部） Team K（田口） Team K第六任队长                                                           | -               |
| 長友彩海        |      | 2000年11月2日  | 神奈川縣 | 16期     | DH            | 2018年12月8日      | Team K（込山） Team 4（倉野尾）                                                                          |                 |
| 武藤小麟        |      | 2000年7月22日  | 東京都   | 16期     | FIRST AGENT   | 2018年4月2日       | Team K（込山） Team A（向井地） 姐姐是前成員武藤十夢                                                     | 55名            |
| 山內瑞葵 （山内瑞葵）   |      | 2001年9月20日  | 東京都   | 16期     | DH            | 2018年4月2日       | Team 4（村山） Team K（田口）                                                                            | 92名            |
| 大盛真步 （）   |      | 1999年12月5日  | 茨城縣   | 選秀 3期 | DH            | 2018年12月8日      | 第三屆選秀會議Team B第五輪指名 Team B（高橋朱里・岩立・淺井）                                            | -               |
| 太田有紀        |      | 2004年3月27日  | 神奈川縣 | 17期     | DH            | 2024年3月17日      | |                 |
| 佐藤綺星        |      | 2004年6月24日  | 千葉縣   | 17期     | DH            | 2024年3月17日      | 姐姐是前成员佐藤妃星                                                                                     |                 |
| 橋本惠理子 （橋本恵理子） |      | 2006年4月16日  | 大阪府   | 17期     | DH            | 2024年3月17日      | |                 |
| 畠山希美        |      | 2008年1月25日  | 埼玉縣   | 17期     | DH            | 2024年3月17日      | |                 |
| 平田侑希        |      | 2002年9月3日   | 埼玉縣   | 17期     | DH            | 2024年3月17日      | |                 |
| 布袋百椛        |      | 2004年12月1日  | 兵庫縣   | 17期     | DH            | 2024年3月17日      | |                 |
| 正鑄真優 （正鋳真優）   |      | 2005年3月1日   | 埼玉縣   | 17期     | DH            | 2024年3月17日      | |                 |
| 水島美結        |      | 2003年11月12日 | 北海道   | 17期     | DH            | 2024年3月17日      | |                 |
| 山崎空 （山﨑空）     |      | 2004年5月13日  | 東京都   | 17期     | DH            | 2024年3月17日      | |                 |
| 秋山由奈        |      | 2005年12月12日 | 千葉縣   | 18期     | DH            | 2025年4月2日       | |                 |
| 新井彩永        |      | 2005年10月5日  | 東京都   | 18期     | DH            | 2025年4月2日       | |                 |
| 工藤華純        |      | 2005年6月15日  | 大分縣   | 18期     | DH            | 2025年4月2日       | |                 |
| 久保姬菜乃 （久保姫菜乃） |      | 2006年2月2日   | 長野縣   | 18期     | DH            | 2025年4月2日       | |                 |
| 迫由芽實 （迫由芽実）   |      | 2006年2月5日   | 埼玉縣   | 18期     | DH            | 2025年4月2日       | |                 |
| 成田香姬奈 （成田香姫奈） |      | 2004年3月3日   | 北海道   | 18期     | DH            | 2025年4月2日       | 2025年8月8日起因健康因素暫停活動                                                                         |                 |
| 八木愛月        |      | 2005年3月22日  | 東京都   | 18期     | DH            | 2025年4月2日       | |                 |
| 山口結愛        |      | 2009年3月8日   | 長崎縣   | 18期     | DH            | 2025年4月2日       | |                 |

#### 研究生
| 姓名          | 讀音 | 出生日期      | 出身地   | 加入期別 | 所屬 經紀公司 | 備註        |
| ------------- | ---- | ------------- | -------- | -------- | ------------- | ----------- |
| 伊藤百花      |      | 2003年12月6日 | 埼玉縣   | 19期     | DH            |             |
| 奧本凱莉 （奥本カイリ） |      | 2007年1月27日 | 東京都   | 19期     | DH            |             |
| 川村結衣      |      | 2006年6月18日 | 北海道   | 19期     | DH            |             |
| 白鳥沙怜      |      | 2010年9月10日 | 東京都   | 19期     | DH            |             |
| 花田藍衣      |      | 2005年6月5日  | 神奈川縣 | 19期     | DH            |             |
| 大賀彩姬 （大賀彩姫） |      | 2006年5月16日 | 福島縣   | 20期     | DH            |             |
| 近藤沙樹      |      | 2012年2月23日 | 愛知縣   | 20期     | DH            | AKB48最年少 |
| 丸山日向 （丸山ひなた） |      | 2008年7月11日 | 新潟縣   | 20期     | DH            |             |

## 經紀公司
AKB48的成員們在以AKB48「團體」一員活動時，所屬經紀公司為株式會社DH（2020月4月1日前為AKS，AKS成立前為office48），由DH統籌用AKB48名義演出的公演或活動；但成員「個人」的經紀公司，除了與團體一樣所屬於DH，部分成員在入團一段時間會後簽約給其他經紀公司，例如太田製作、尾木製作、Horipro等，稱為「移籍」，讓這些經紀公司安排以個別藝人身分從事的演藝活動。這種將「團體」與「個人」之經紀合約分離的制度，用意在於強化成員們身為一個藝人所需的競爭力，無論是AKB48在籍期間或畢業之後，藉由個人所屬的經紀公司，得以在演藝圈持續活躍與曝光。AKB48在日本國內的姊妹團體當中，除了NMB48以外均沿用此制度。
在Team A和Team K組成當時，全部成員原本皆隸屬於office48；之後為了強化演藝經紀工作與增加媒體曝光之機會，一部份的成員移籍至其他的經紀公司，在此時期前則稱為「劇團員」。未加入其他經紀公司的成員與後來陸續加入的新成員（Team B組成時）與研究生則移往AKS，尋找或等待移籍經紀公司的機會；而仍被留在office48的成員也被視為已經移籍的成員。不過，在2010年3月25日在AKB48希望满席祭赞否两论中，發表了決定：除了8、9、10期研究生外，全部正式成員將移籍至其他經紀公司。2012年3月25日，在演唱會「业务连络。拜托了，片山部长！ in埼玉超级竞技场」上，宣佈9期生和部分升格的10期生也將移籍至各个經紀公司。而AKB48第10期生以後加入的成員中，有4人獲得邀請而移籍至個別經紀公司。

## 音樂合作
| 樂曲                      | 利用狀況 | 收錄作品                                             |
| ------------------------- | --- | ---------------------------------------------------- |
| 《樱花的花瓣们》          | TBS電視深夜劇《ですよねぇ。》主題歌 廣告：NTT DoCoMo『視訊電話』 | 獨立製作的1st單曲《樱花的花瓣们》                    |
| 《Dear my teacher》       | 朝日電視台《三竹占卜》結尾主題曲 | 獨立製作的1st單曲《樱花的花瓣们》                    |
| 《裙襬飄飄》              | 『御台場學園2006 〜文化祭〜』主題歌 | 獨立製作的2nd單曲《裙襬飄飄》                        |
| 《有藍天陪在我身旁》      | 朝日電視台《三竹占卜》結尾主題曲 | 獨立製作的2nd單曲《裙襬飄飄》                        |
| 《想見妳》                | TBS《Rank王國》主題歌 毎日放送《ベリータ》結尾主題曲 日本電視台《AKB1時59分!》、《AKB0時59分!》、《AKBINGO!》開頭主題曲 | 首張單曲《想見妳》                                   |
| 《制服真碍事》            | 朝日電視台《三竹天狗》結尾主題曲 | 第2張單曲《制服真碍事》                              |
| 《Virgin love》           | 東京電視台《ファイテンション☆デパート》開頭主題曲 | 第2張單曲《制服真碍事》                              |
| 《用飞吻击落他！》        | 東京電視台《ファイテンション☆デパート》結尾主題曲 | TeamA 3rd Stage「为了谁」公演專輯                    |
| 《曾經轻蔑的愛情》        | 》結尾主題曲 | 3rd單曲《曾不屑一顧的愛情》                          |
| 《BINGO!》                | 東京電視台《ファイテンション☆スクール》開頭主題曲 | 第4張單曲《BINGO!》                                  |
| 《我的太陽》              | 愛知電視台、東京電視台《拯救德尔托拉》開頭主題曲 | 第5張單曲《我的太陽》                                |
| 《未来的果實》            | 九州朝日放送《》主題歌 | 第5張單曲《我的太陽》                                |
| 《妳正在看着夕阳吗?》     | TBS電視毎日放送《ランキンの楽園》結尾主題曲 廣告：厚生勞動省「2007年公共技能五輪国際大会」 TBS電視《アッコにおまかせ!》結尾主題曲 | 第6張單曲《妳正在看着夕阳吗?》                       |
| 《浪漫、不需要》          | TBS電視《アッコにおまかせ!》結尾主題曲 | 第7張單曲《浪漫、不需要》                            |
| 《愛的毛布》              | 廣告：TBS「TOKYO FANTASIA 2007」 | 第7張單曲《浪漫、不需要》                            |
| 《櫻花的花瓣们2008》      | TBS系《あらびき団》結尾主題曲 | 第8張單曲《櫻花的花瓣们2008》                        |
| 《最後的制服》            | 日本電視台大会印象歌 | 第8張單曲《櫻花的花瓣们2008》                        |
| 《Baby! Baby! Baby!》     | TBS電視《》結尾主題曲 CS《AKB48神TV》開頭主題曲 | 第9張單曲（首張網上下載限定曲）《Baby! Baby! Baby!》 |
| 《大聲鑽石》              | 東京電視台電視劇24《Men☆dol ～帥男偶像～》結尾主題曲 TBS電視《》結尾主題曲 日本電視台《AKB600sec.》開頭主題曲 千葉羅德海洋捕手的場直樹3打席目登場曲 | 第10張單曲《大聲鑽石》                               |
| 《10年櫻》                | 廣告：DMM.com 富士電視台《》印象歌 中京電視台《SAKAE TA☆RO》3月度結尾主題曲 | 第11張單曲《10年櫻》                                 |
| 《驚喜之淚！》            | 廣告：讀賣新聞『読売新聞×AKB48』「」 読売巨人軍創立75周年應援歌 日本BS放送《》6月度結尾主題曲 CS《AKB48ネ申TV Season 2》開頭主題曲 | 第12張單曲《驚喜之淚！》                             |
| 《FIRST LOVE》            | 路易·威登製作的短篇動畫《SUPERFLAT FIRST LOVE》主題歌 | 第12張單曲《驚喜之淚！》                             |
| 《Maybe是藉口》           | TBS電視《》結尾主題曲 BS11《》8月、9月度結尾主題曲 千葉羅德海洋捕手的場直樹4打席目登場曲 | 第13張單曲《Maybe是藉口》                            |
| 《RIVER》                 | CS《AKB48ネ申TV Season 3》開頭主題曲 映画《告白》挿入歌 | 第14張單曲《RIVER》                                  |
| 《因為喜歡你》            | 廣告：TOMY COMPANY CS371《AKB1/48》開頭主題曲 千葉羅德海洋捕手的場直樹5打席目登場曲 | 第14張單曲《RIVER》                                  |
| 《櫻花印記》              | 東京電視台電視劇24《馬路須加學園》主題歌 東京電視台《週刊AKB》結尾主題曲 仙台放送《》2月度結尾主題曲 廣告：RecoChoku 廣告：AOKI Holdings Incorporated『AOKI×AKB48』 | 第15張單曲《櫻花印記》                               |
| 《真假搖滾》              | 東京電視台電視劇24《馬路須加學園》開頭主題曲 | 第15張單曲《櫻花印記》                               |
| 《身分》                  | 廣告：トライ式高等学院「ダンスレッスン篇」「大阪城HALL篇」「自宅篇」 | 第2張專輯《神曲集》                                  |
| 《你和太陽和彩虹》        | 東京電視台《週刊AKB》結尾主題曲 | 第2張專輯《神曲集》                                  |
| 《我的YELL 世界桌球ver.》 | 東京電視台《2010年世界乒乓球团体锦标赛關聯節目》主題歌 | 未收錄（原曲由第16張單曲 《馬尾與髮圈》通常盤A收錄） |
| 《馬尾與髮圈》            | 日本電視台《NARUHODO HIGH SCHOOL》結尾主題曲 富士電視台《》結尾主題曲 廣告：伊藤洋華堂『伊藤洋華堂 2010 Summer Collection』 CS《AKB48ネ申TV Season 4》前期開頭主題曲 千葉羅德海洋捕手的場直樹2打席目登場曲                                                                             | 第16張單曲《馬尾與髮圈》                             |
| 《我的YELL》              | 千葉電視台《》挿入歌 日本電視台《》插曲 | 第16張單曲《馬尾與髮圈》                             |
| 《無限重播》              | 廣告：味覚糖株式会社『ぷっちょ×AKB48』「AKB48ちょ」 CS《AKB48ネ申TV Season 4》後期開頭主題曲 千葉羅德海洋捕手的場直樹1打席目登場曲 廣告：台灣統一超商『AKB48×Sanrio All-Stars水鑽吊飾系列集點送』                                                                                      | 第17張單曲《無限重播》                               |
| 《淚的拉鋸戰》            | 日本電視台《AKB600sec.》結尾主題曲 | 第17張單曲《無限重播》                               |
| 《蔬菜姊妹》              | 廣告：Kagome 」} | 第17張單曲《無限重播》                               |
| 《Lucky Seven》           | 廣告：7-Eleven「飯團篇」、「麵包篇」 | 第17張單曲《無限重播》                               |
| 《可以做你的女友嗎?》     | 廣告：伊藤洋華堂『BODY HEATER』 | 《TeamK 6th Stage「RESET」》                         |
| 《因為有你在》            | 電影：《》超日本語配音版主題歌 | 精選專輯《SET LIST～Greatest Songs～完全盤》         |
| 《Beginner》              | 廣告：NTT plala CS《AKB48ネ申TV Season 5》開頭主題曲 日本電視台《》結尾主題曲 | 第18張單曲《Beginner》                               |
| 《機會的順序》            | NAMCO BANDAI Games《》主題歌 CS《AKB48神TV特別節目〜汗與涙的運動祭典〜》・《AKB48神TV特別節目〜項目AKB in 澳門〜》主題曲 | 第19張單曲《機會的順序》                             |
| 《預約的聖誕節》          | 廣告：7-Eleven 7-Eleven×AKB48「聖誕蛋糕篇」 | 第19張單曲《機會的順序》                             |
| 《與胡桃對話》            | 廣告：日本ヒューレット・パッカード 「冬季篇」 廣告：日本HP『HP春コレクション feat. AKB48』「春コレ キャンパスデビュー篇」「春コレ オフィスデビュー篇」 | 第19張單曲《機會的順序》                             |
| 《變成櫻花樹》            | AKB48×日本電視台 9夜連續特別電視劇《來自櫻花的信 ～AKB48 各自的畢業故事～》主題歌 廣告：Serend『AKB48×同級生SNSのセレンド』「つながれ母校選手権」 | 第20張單曲《變成櫻花樹》                             |
| 《偶然的十字路》          | 廣告：自転車協会「自転車協会認証」 | 第20張單曲《變成櫻花樹》                             |
| 《》                      | 廣告：京楽産業『』 | 彈珠機贈品限定《恋のお縄》                           |
| 《想見妳 江戸ver.》       | 廣告：京楽産業『』 | 彈珠機贈品限定《恋のお縄》                           |
| 《》                      | 廣告：京楽産業『』 | 彈珠機贈品限定《恋のお縄》                           |
| 《》                      | NHK教育頻道『反鬥小王子 第14期』結尾曲 | 丸少爺姐妹首張單曲《》                               |
| 《Everyday、髮箍》        | 電影：《如果高校棒球女子經理讀了彼得·杜拉克》主題歌 | 第21張單曲《Everyday、髮箍》                         |
| 《現在開始 Wonderland》   | 廣告：Asahi Soft Drinks的飲料産品「WONDA」（『AKB48×WONDA ワンダフルルーレットキャンペーン』「朝のあいさつ篇」「ディーラー篇」） | 第21張單曲《Everyday、髮箍》                         |
| 《鬥魂》                  | 東京電視台電視劇24《馬路須加學園2》片頭曲 | 第21張單曲《Everyday、髮箍》                         |
| 《少女們》                | 電影：《DOCUMENTARY of AKB48 to be continued「10年後、少女たちは今の自分に何を思うのだろう?」》主題歌 | 第3張專輯《就是在這裡》                              |
| 《Overtake》              | 東京電視台《世界乒乓球2011・世界乒乓球關聯節目》主題歌 廣告：H.I.S.『H.I.S×AKB48』「」 | 第3張專輯《就是在這裡》                              |
| 《我能做的事》            | 廣告：日本紅十字會「2011年紅十字運動月間」 | 第3張專輯《就是在這裡》                              |
| 《就是在這裡》            | CS《AKB48神TV 特別節目〜發現全新自我 「你好」韓國海軍部隊〜》主題曲 | 第3張專輯《就是在這裡》                              |
| 《飛翔入手》              | 富士電視台《花樣少年少女 ～美男☆樂園～2011》主題曲 CS《AKB48神TV Season7》主題曲 ひかりTV《微妙〜》片尾曲（2011年9月－11月） 廣告：PEACH JOHN『』 廣告： | 第22張單曲《飛翔入手》                               |
| 《不能擁抱你》            | 廣告：H.I.S『H.I.S×AKB48』「」 NAMCO BANDAI Games『AKB 1/48 愛上偶像 in 關島』主題曲 | 第22張單曲《飛翔入手》                               |
| 《不知不覺的青春》        | 東京電視台電視劇24《馬路須加學園2》片尾曲 廣告：Groupon『GROUPON x AKB48 SKE48 NMB48』「」 | 第22張單曲《飛翔入手》                               |
| 《冰淇淋之吻》            | 廣告：江崎固力果『アイスの実』 | 第22張單曲《飛翔入手》                               |
| 《野菜占卜》              | 廣告：Kagome『』「男性篇」「女性篇」 | 第22張單曲《飛翔入手》                               |
| 《風正在吹》              | 廣告：GREE『AKB48ソーシャルゲーム』 廣告：HEROES《月刊HEROES》創刊運動 廣告：バンダイナムコゲームス『太鼓之達人 Wii 決定版』 CS《AKB48神TV 特別節目〜尋找澳大利亞的秘寶せ!〜》主題曲 CS《AKB48神TV Season 8》主題曲                                                                    | 第23張單曲《風正在吹》                               |
| 《你的背影》              | 廣告：UHA味覺糖『ぷっちょ×AKB48』「猜拳選抜決定篇」 | 第23張單曲《風正在吹》                               |
| 《花蕾們》                | 廣告：ISP&同好會「AKB OFFICIAL NET」 | 第23張單曲《風正在吹》                               |
| 《崇尚麻里子》            | ひかりTV《微妙〜》片尾曲（2011年12月－） 廣告：UHA味覺糖『ぷっちょ×AKB48「」』「」「」 廣告：ぷらら『ひかりTV×AKB48』「」「」 | 第24張單曲《崇尚麻里子》                             |
| 《耶誕夜》                | 廣告：7-Eleven『』「」「」 廣告：7&I『」』「」「」 | 第24張單曲《崇尚麻里子》                             |
| 《鄰人不受傷》            | 廣告：日本HP「日本HP SUPPORT ANGELS NEXT starring AKB48」 | 第24張單曲《崇尚麻里子》                             |
| 《暱稱Fantasy》           | 廣告：家庭教師的試用 | 第24張單曲《崇尚麻里子》                             |
| 《Give Me Five!》         | ja\|アパマン48キャンペーン』 廣告：NTTDoCoMo『」「朗報篇」 廣告：Haruyama商事『」』 家庭劇場『AKB48神TV Season 9』主題曲 | 第25張單曲《GIVE ME FIVE!》                          |
| 《甜與苦》                | 廣告：7-Eleven「」 | 第25張單曲《GIVE ME FIVE!》                          |
| 《NEW SHIP》              | 廣告：家庭教師のトライ『』「」 廣告：内閣府『』 | 第25張單曲《GIVE ME FIVE!》                          |
| 《仲夏的Sounds good！》   | 廣告：NTTdocomo『』 CM：はるやま商事『」 富士電視台系『AKB自動車部』開頭曲 家庭劇場『AKB48 神TV特別節目〜探尋虛幻宇宙〜』開頭曲 家庭劇場『AKB48神TV Season 10』主題曲 | 第26張單曲《仲夏的Sounds good！》                    |
| 《給我吧、達令！》        | 廣告： | 第26張單曲《仲夏的Sounds good！》                    |
| 《Gugutasu的天空》        | 廣告：Google『Galaxy Nexus:』 NOTTV『AKB48的你、是誰?』結尾曲 | 第26張單曲《仲夏的Sounds good！》                    |
| 《為了你我…》             | 廣告： | 第26張單曲《仲夏的Sounds good！》                    |
| 《第一只兔子》            | 電影：《DOCUMENTARY of AKB48 Show must go on 少女們即使受傷，也在努力實現夢想》主題曲 | 第4张专辑《1830m》                                   |
| 《戀愛總選舉》            | 萬代NAMCO遊戲『AKB 1/149 戀愛總選舉』主題曲 | 第4张专辑《1830m》                                   |
| 《珍貴的時間》            | 廣告：アサヒ飲料『』「」 | 第4张专辑《1830m》                                   |
| 《肚子咕咕叫》            | 廣告：農林水產省《》 | 第4张专辑《1830m》                                   |
| 《溫柔的地圖》            | 廣告：日本紅十字會《》 | 第4张专辑《1830m》                                   |
| 《慢走》                  | 廣告： | 第4张专辑《1830m》                                   |
| 《格子花紋》              | 廣告：Apamanshop《》 廣告：光TV『微妙～門 AKB48的真格挑戰』 廣告：UHA味覚糖 家庭劇場『AKB48神TV Season 11』主題曲 | 第27張單曲《格子花紋》                               |
| 《DoReMiFa音痴》          | 廣告：JOYSOUND《》 | 第27張單曲《格子花紋》                               |
| 《如此波西米亞》          | 廣告：Seven Net Shopping『AKB48 UNDER GIRLS 写真集』 | 第27張單曲《格子花紋》                               |
| 《Show fight!》           | 廣告：日本HP『HP Ultrabook Campaign feat. AKB48』「」 廣告： | 第27張單曲《格子花紋》                               |
| 《UZA》                   | 廣告： 廣告:Haruyama商事 廣告:角川遊戲『AKB48+Me』 NOTTV開頭曲 | 第28張單曲《「UZA》                                  |
| 《孤獨的星空》            | 廣告： | 第28張單曲《「UZA》                                  |
| 《下一個Season》          | 廣告： | 第28張單曲《「UZA》                                  |
| 《不是正義使者的英雄》    | 廣告：萬代NAMCO遊戲 | 第28張單曲《「UZA》                                  |
| 《永遠的壓力》            | 廣告：UHA味覚糖 廣告:2012年東京都知事選挙 廣告:萬代NAMCO遊戲 廣告:光TV『微妙～門 AKB48的真格挑戰』 | 第29張單曲《永遠的壓力》                             |
| 《最特別的耶誕節》        | 廣告： | 第29張單曲《永遠的壓力》                             |
| 《So long !》             | 廣告：NTTdocomo AKB48×日本電視台 3夜連續特別劇集『So long !』主題歌 | 第30張單曲「So long !」                              |
| 《ぽんこつブルース》      | 東京電視台系連續劇24『馬路須加学園3』主題曲 | 未收錄                                               |
| 《動機》                  | 東京電視台系連續劇24『馬路須加学園3』結尾曲 | 未收錄                                               |
| 《Sugar Rush》            | 電視台:『無敵破壞王』插入歌 | 未收錄                                               |
| 《ありふれた愛》          | 廣告： | 未收錄                                               |
| 《再见自由式》            | 香港元氣壽司「大滿足」廣告歌曲 江崎固力果 PaPiCO 「相性診断PaPiCO」篇、「把PaPiCO分成两半」篇 CM歌曲 | 第31張單曲「再见自由式」                             |
| 《恋爱的幸运饼干》        | 富士電視台《御台场合众国2013〜不快乐就不是御台场！不冒险就不是夏天！〜》主题曲 富士電視台系《WONDA×AKB48 短剧「戀愛幸運餅」》主题曲 光TV《AKB48短剧“哪里直到有什么”》（AKB48コント「何もそこまで…）主题曲 GREE《AKB48 Stage Fighter》《第三届center争夺战》广告曲 JOYSOUND《AKB48 官方卡拉OK JOYSOUND f1》广告曲 | 第32張單曲「恋爱的幸运饼干」                         |
| 《思考愛的意義》          | 日本红十字会《JOIN!“防灾志愿者、医院志愿者、急救方法说明”篇》廣告歌曲 | 第32張單曲「恋爱的幸运饼干」                         |
| 《藍天咖啡》              | 家庭剧场《「献给追忆的你们」～AKB48全体总动员公演～》廣告歌曲 | 第32張單曲「恋爱的幸运饼干」                         |
| 《拉布拉多獵犬》          | 香港東海堂「真夏の果实」廣告歌曲 日本花王Fragrance New Beads洗衣粉「AKB並不知道」篇（AKBは知らなかった）CM歌曲 | 第36張單曲「拉布拉多獵犬」                           |

## 子團體
由於AKB48是個成員人數眾多的團體，除了特殊的場合外很少能全員同台進行表演或一同錄製唱片中的歌曲。針對這特殊的團體結構AKB48集團發展出許多規模與作用不同的次級團體。
分隊（Team）
在各類的分組中，最重要的莫過於分隊的概念。如同上述，為了配合劇場公演AKB48總共分為Team A、Team K、Team B、Team 4與Team 8五個分隊，平常大都分開進行活動、各自有各自的公演曲目，同樣的概念也適用於集團中的其他姊妹團體。AKB48集團的成員在演唱會或在電視節目等曝光場合登場時，無論是進行自我介紹還是旁白字幕中打出成員名字，都會特別說明其所屬的分隊。除了公演的分組用途外，在部分單曲或專輯唱片中會以分隊為單位演唱搭配的B面曲。
衍生團體
由於AKB48的成員各自隸屬於不同的經紀公司，因此經常以同個經紀公司旗下所屬的部分成員組成衍生團體，進行獨立的唱片發行或媒體曝光活動。這類的衍生團體通常都是長期運作的型態，有時成員縱使已經自AKB48畢業離團，仍會持續以衍生團體成員的身份活動。
除了長期性的固定衍生團體外，有時AKB48的部分成員也會配合電視節目、雜誌、廣告、或其他的異業合作與行銷活動等目的，組成臨時性質的衍生團體。
單曲選拔組與Under Girls
所謂的單曲選拔組，是指AKB48在每次發行新單曲時，負責演唱與單曲唱片同名的主打A面曲之成員。且除了參與歌曲的錄製與MV的演出外，在新曲發行前後的期間也是由選拔組的成員出席參與各類的電視節目打歌或訪談，因此對於成員個人的曝光機會增加與知名度提升有非常大的影響力，而「進入單曲選拔」往往是大部分成員的努力目標。在2012年所發行的第26張單曲《仲夏的Sounds good！》（真夏のSounds good !）之前，單曲選拔組原本還有核心的「媒體選拔組」（メディア選抜組）與一般的選拔組之分，也就是唱片的錄製與MV的演出是由全體選拔組成員參與，但只有媒體選拔組成員才有機會參與電視台的節目曝光，但此制度自第27張單曲起就已取消。
在大部分的狀況下，單曲選拔組的成員名單是由製作人秋元康與其他的營運團隊成員針對成員的知名度與風格、或歌曲的特色等各種考量，片面決定。因此除了知名度最高的幾位核心成員外，AKB48的單曲選拔組名單通常是不固定的。但是，自2009年所發行的第13張單曲《Maybe是藉口》（言い訳Maybe）起，每年都會有一張單曲的選拔組名單，是由購買了唱片或加入歌迷俱樂部的歌迷們以投票的方式決定，也就是所謂的「總選舉單曲」。另外，自2010年發行的第19張單曲《機會的順序》（チャンスの順番）起，又加入了以成員們進行猜拳比賽來決定選拔組名單的新規則，與總選舉單曲相同，此「猜拳單曲」也是以每年發行一次的方式施行。
在成立初期AKB48的單曲原本全都是由AKB48的成員們參與演唱，但在2008年發行的第10張單曲《大聲鑽石》（大声ダイヤモンド）中，隸屬於SKE48的松井珠理奈獲選成為AKB48的單曲選拔成員。自此之後所有的AKB48新單曲的選拔組全都有姊妹團體的成員參與，因此在意義上「AKB48單曲」已逐漸轉變成「AKB48集團單曲」。
在AKB48中，所謂的「Under」原本是指在公演等活動中若特定成員因休假或其他原因不克參與時，替補其站位登台的候補成員。但在第一屆AKB48總選舉中，將第22至第30名的成員組成一個稱為「Under Girls」的小分隊，演唱《Maybe是藉口》單曲唱片中的B面曲《無法飛翔的鳳尾蝶》（飛べないアゲハチョウ），自此之後「Under Girls」成為一個常態性存在但成員名單不固定、專門用於演唱主要B面曲的分組單位。在Under Girls登場初期此臨時分組原本是有點類似AKB48集團的二軍之意味，但隨著姊妹團體的成立集團成員數量陸續增加，Under Girls的定義也逐漸改變——除了在總選舉單曲中繼續用作僅次於單曲選拔組之後的第二集團之命名外，在其他由製作團隊決定歌曲演唱成員的單曲中，Under Girls也成為匯集了許多未能進入選拔組但仍具有相當知名度的資深成員、或有潛力的新生代成員之曝光管道。
在2012年的第四屆總選舉中，由於將總選舉入圍範圍擴增至64人，因此除了單曲選拔組與第二集團的Under Girls外，又追加了命名為「Next Girls」與「Future Girls」的第三與第四個分組，負責演唱不同的第二B面曲。2014年的第六屆總選舉再度擴增入圍人數至80人，因此追加了第五個分組「Upcoming Girls」作為對應。與Under Girls不同的是，這幾種追加的臨時性分組只會在每年的總選舉單曲中出現。

### 正規衍生子團
| 組合名稱               | 成員 | 備註 |
| ---------------------- | --- | --- |
| Chocolove from AKB48   | 中西里菜、秋元才加、宮澤佐江                                                                                          | 組合活動在2008年11月23日成員中西里菜從AKB48畢業後停止。 |
| no3b                   | 小嶋陽菜、高橋南、峯岸南                                                                                              | 全體都是隸屬於經紀公司尾木製作旗下的成員。 |
| 走廊奔跑隊→走廊奔跑隊7 | 多田愛佳、仲川遥香、渡邊麻友、菊地彩香、岩佐美咲、浦野一美（加入時隸屬SDN48的AKB48前成員） 前成員：平嶋夏海、小森美果 | 與no3b同屬尾木製作的衍生組合，於2011年因應成員數目更名為「走廊奔跑隊7」。走廊奔跑隊7已於2014年2月9日解散。                                                                          |
| French Kiss            | 高城亞樹、倉持明日香、柏木由紀                                                                                        | 全體都是隸屬於經紀公司渡邊娛樂旗下的成員。French Kiss已於2015年11月5日正式解散。 |
| Not yet                | 大島優子、北原里英、指原莉乃、横山由依                                                                                | 2011年3月16日出道，出演朝日電視台週末夜間電視劇《Dr.伊良部一郎》並演唱主題曲。全體成員皆隸屬於經紀公司太田製作旗下。                                                                |
| DiVA                   | 秋元才加、梅田彩佳、増田有華、宮澤佐江 非AKB48成員：井上結菜、粕谷聰子、福野來夢、二見夕貴、古川溫子、山上綾加        | 2011年5月18日發售單曲出道。包括非AKB48的成員在內，全體皆為經紀公司Flave Entertainment（Office48的子公司）旗下藝人。2014年11月30日於幕張展覽館舉辦解散演唱會，組合活動正式畫下句點。 |
| 小瓢蟲Chu! （てんとうむChu!）        | 小嶋真子、西野未姬、岡田奈奈（以上AKB48）、北川綾巴（SKE48）、澀谷凪咲（NMB48）、田島芽瑠（HKT48）、朝長美櫻（HKT48） | 組成時全體成員皆挑選自48集團各姊妹團體的研究生。 |
| 小蝸牛Chu! （でんでんむChu!）        | 谷口惠（谷口めぐ）、大和田南那、川本纱矢、向井地美音、村山彩希、田中美久（HKT48）、矢吹奈子（HKT48）                          | 2015年3月25日於琦玉超級競技場AKB48年輕成員全國演唱會中發表的新衍生組合, 首支出道作品將會被收錄在2015年5月20日發售的AKB48第40張單曲中作為B面曲。                                     |

### 特別企劃組合
| 組合名稱                     | 成員 | 備註 |
| ---------------------------- | --- | --- |
| 骨頭組from AKB48             | 板野友美、奧真奈美、小野惠令奈和増山加弥乃 | 單曲《骨頭華爾滋》販售。 |
| ICE from AKB48               | 今井優、大島優子、小野惠令奈、河西智美和佐藤夏希 | 為動畫《ICE》演唱主題曲《》。 |
| 蠟筆伙伴 from AKB48          | 大島麻衣、今井優、浦野一美、野呂佳代和折井亞由美 | 參與電影《蠟筆小新：風起雲湧！唱歌屁股炸彈！》演出，也擔綱主唱片頭曲《》。 |
| 點心姐妹                     | 多田愛佳、仲川遙香和渡邊麻友 | 走廊奔跑隊的前身。 |
| AKB48乒乓球部                | 板野友美、小嶋陽菜、高橋南、峯岸南、宮崎美穂、秋元才加、小野恵令奈和宮澤佐江 | 目的是聲援「2009年世界乒乓球錦標賽」的日本代表隊，由秋元才加擔任隊長職務。成員會參與「2009年世界乒乓球錦標賽」的相關節目，以及參加聲援和宣傳等活動。                                                                |
| 讀賣巨人軍創立75周年應援隊   | 板野友美、小嶋陽菜、篠田麻里子、高橋南、前田敦子、宮崎美穂、大島優子、小野恵令奈、宮澤佐江、柏木由紀、松井珠理奈（SKE48）和松井玲奈（SKE48） | 聲援讀賣巨人隊的組合。成員會參與開球儀式及賽前活動，並參加聲援、宣傳等活動。 |
| 納豆天使                     | 板野友美、河西智美和宮崎美穗 | 演唱限定單曲《納豆天使》。 |
| Team PB                      | 請參照此處和此處 | 《週刊PLAYBOY》的限定組合 第15張單曲的Type-A收錄由她們主唱的歌曲《遠距離海報》。 |
| Team YJ                      | 請參照此處和此處 | 《週刊YOUNG JUMP》的限定組合 第15張單曲的Type-B收錄由她們主唱的歌曲《Choose me!》。 |
| Queen & Elizabeth            | 板野友美和河西智美 | 假面騎士W×板野友美/河西智美合作演唱《LoveWars》。 |
| 蔬菜姊妹                     | 請參照此處和此處 | 參與廣告「」演出的成員。 |
| Team Dragon from AKB48       | 小嶋陽菜、高橋南、前田敦子、板野友美、大島優子、柏木由紀和渡辺麻友 | 為動畫《七龍珠》演唱片尾曲《心之羽根》。 |
| AKB桌球部2010（AKB乒乓球部） | 指原莉乃、高橋南、仲川遥香、大島優子、峯岸南、宮澤佐江、石田晴香、柏木由紀、宮崎美穂和渡邊麻友 | 目的為聲援「2010年世界乒乓球團體錦標賽」的日本代表隊。成員參與相關節目，以及參加聲援、宣傳等活動，峯岸擔任隊長職務。                                                                                                |
| 納豆天使Z                    | 仁藤萌乃、石田晴香、佐藤堇和宮崎美穂 | 由堀製作所屬成員組成的納豆天使的後續組合。 |
| 迷你裙                       | 島田晴香、竹内美宥和森杏奈 | 由Team研究生成員所組成的TOMY公司的限定組合，並主唱《迷你裙的妖精》一曲。 |
| MINT                         | 片山陽加、前田敦子、仁藤萌乃、松井咲子、河西智美 | Ameba Pigg的限定組合，於Team Pigg對戰中勝出，並主唱第18張單曲通常盤A的B面曲《》。其後再主唱第20張單曲通常盤A的B面曲《距離KISS 100哩》。                                                                             |
| AKB48卡巴斯基實驗室研究所    | 大場美奈、島田晴香、竹内美宥、永尾瑪利亞、森杏奈、横山由依、阿部瑪利亞、市川美織、加藤玲奈和金澤ㄦ有希 | 為卡巴斯基實驗室代言的研究生。初代所長為正式成員Team A前田敦子。 |
| Team KISHIN from AKB48       | 倉持明日香、前田亞美、大場美奈、島田晴香、竹内美宥和森杏奈 | 成員均為攝影師筱山紀信和秋元康共同選出的，2010年10月發行寫真集《》。 |
| Team Z                       | 倉持明日香、高城亞樹、松原夏海、秋元才加、大島優子、宮澤佐江、米澤瑠美、北原里英、佐藤亞美菜和佐藤夏希、SKE48（平松可奈子、松井玲奈、高柳明音）和SDN48（穐田和惠、大堀恵、佐藤由加理） | 演唱彈珠機遊戲「」的主題歌《愛之繩》的AKB48姊妹團體的混合組合。 |
| YM7                          | 指原莉乃、高城亞樹、河西智美、小森美果、佐藤堇、宮崎美穂和竹内美宥 | 參加「AKB48神保町・護国寺大戦！」的《週刊Young Magazine》限定組合 |
| YJ7                          | 多田愛佳、峯岸南、横山由依、北原里英、佐藤亞美菜、市川美織和山内鈴蘭 | 《週刊YOUNG JUMP》的新限定組合 |
|                              | 指原莉乃、高橋南、峯岸南和北原里英 | 參與Hotto Motto廣告演出。 |
| 丸少爺姐妹                   | 阿部瑪利亞、伊豆田莉奈、市川美織、入山杏奈、大場美奈、加藤玲奈、小林茉里奈 、島崎遥香、島田晴香、竹内美宥、永尾瑪利亞、仲俣汐里、中村麻里子、藤田奈那、森杏奈和山内鈴蘭 | 由9期和10期研究生組成，演唱《反斗小王子》第14期片尾曲。 |
| AKB桌球部2011                | 高橋南、仲川遥香、梅田彩佳、松井咲子、峯岸南、宮澤佐江、横山由依、柏木由紀和増田有華 | 世界乒乓球2011應援組合。進行支援及PR活動。 |
| 渡辺girls                    | 柏木、高城、倉持、大家和佐藤夏希 | 8月7日在宮城縣仙台Rensa舉辦災區復興聲援演唱會“Power of Watanabe Girls～Smile For Japan～”。 |
| Team U                       | 宫泽佐江、増田有華、梅田彩佳、秋元才加、岛田晴香、小林香菜、佐藤菫 | 参与电影《奥特曼传奇》的演出，并由部分成员組成的DiVA演唱主题曲《Lost the way》，佐藤菫則演唱插曲《》。 |
| Team Surprise （チームサプライズ）           | 第一代： 小嶋陽菜、篠田麻里子、高城亞樹、高橋南、前田敦子、板野友美、大島優子、峯岸南、宮澤佐江、橫山由依、柏木由紀、北原里英、渡邊麻友、島崎遙香、松井玲奈、指原莉乃 第二代：小嶋陽菜、島崎遙香、高橋南、蓧田麻里子、北原里英、横山由依、大島優子、板野友美、柏木由紀、高城亞樹、渡邊麻友、峯岸南、松井玲奈、山本彩、指原莉乃、渡邊美優紀 | 為了與柏青哥製造商京樂產業所推出的「CR柏青哥AKB48」（CRぱちんこAKB48）跨業合作而組成的特殊團體，並在柏青哥機台與網路上以每週一首新歌的方式同步進行稱為《重力共鳴公演》（重力シンパシー公演）的宣傳活動。對應的單曲唱片則是自2012年9月8日起陸續發行。 |
| NO NAME                      | 渡邊麻友、仲谷明香、佐藤亞美菜、石田晴香、佐藤菫、岩田華怜、矢神久美（SKE48）、秦佐和子（SKE48）、三田麻央（NMB48） | 为首部以AKB48为主题的電視动畫《AKB0048》配音的由9名“声优选拔”成员組成的小分队，将以主题曲出道，并演唱该动漫的片头畫《關於希望》（希望について）和片尾曲《夢想不斷重生》（夢は何度も生まれ変わる）。                                                   |
| BKA48                        | 川榮李奈、高橋南、小嶋陽菜、島崎遙香、峯岸南、指原莉乃、柏木由紀 | 在AKB48集團與富士電視台电视节目《帅呆了！》共同企畫、於2013年5月18日播出的特集節目“国立茶水女子大学附属第48高等学校期末考试”中分数最低的7位成員為BKA48，及後推出歌曲《Haste和Waste》（ハステとワステ）。                          |
| 喵KB（ニャーKB）                     | 島崎遙香、松井珠理奈、宮脇咲良、川榮李奈、木崎由里亞、加藤玲奈、小嶋真子 | 喵 KB with 土龍熊貓為動畫《妖怪手錶》演唱片尾曲《偶像是嗚喵喵的事》 |
| IZ*ONE                       | 本田仁美、宮脇咲良（HKT48）、矢吹奈子（HKT48）以及其餘9位韓國籍成員 | 韓國Mnet選秀節目《PRODUCE 48》選出的12人女子限定團體，將活動2年6個月，並在日韓兩國出道。 |

## 獎項
| 年份 | 獎項 |
| ---- | --- |
| 2009 | - 第51屆日本唱片大獎 - 特別獎 - 第11屆Mnet亞洲音樂大獎 - 亞洲新人獎 - 第42屆BEST HIT歌謠祭 - 黃金藝人獎 |
| 2010 | - 第24屆日本金唱片大獎 - 特別獎 - 第52屆日本唱片大獎 - 優秀作品獎（Beginner） - 第17屆保齡球媒體大獎 - 最高獎 - 第18屆體育日本文化藝術大獎 - 優秀獎 - 2010年度好設計獎 - 娛樂計劃設計獎 - 第23屆小學館DIME關注度大獎 - 話題人物獎 - 吉尼斯世界纪录大全認證 - 世界上最多成員的流行團體 - 第43屆BEST HIT歌謠祭 - 黃金藝人獎 - 日本告示牌音樂大獎 - 優秀流行藝人獎 - 新語、流行語大賞 - TOP 10（「AKB48」） |
| 2011 | - 第25屆日本金唱片大獎 - 年度最佳單曲銷量獎（Beginner） - 第53屆日本唱片大獎 - 最高榮譽大獎（飛翔入手）、優秀作品獎 - 第44屆日本有線大獎 - 有線音樂優秀賞、特別賞（飛翔入手） - 日本告示牌音樂大獎 - 年度最佳藝人獎、優秀流行藝人獎、Hot 100單曲獎（Everyday、髮箍）、Hot 100年度最暢銷單曲獎（Everyday、髮箍） - 第11屆The Takeshi Kitano Entertainment Awards - 話題獎 - 第16屆AMD Award - 優秀獎（AKB48コンセプト） - FUN OF THE YEAR 2011 - 第11屆彼得武娛樂大獎 - 話題獎 - 第1屆日本最適合穿婚紗大獎 - 第70回日劇學院賞 - 主題曲賞：飛翔入手（《花樣少年少女》） - 日本唱片協會2011年4月配信認證 - 三白金唱片獎（無限重播）、白金唱片獎（變成櫻花樹） |
| 2012 | - 第26屆日本金唱片大獎 - 日本音樂部門年度最佳藝人獎、年度最佳單曲銷量獎（Everyday、髮箍）、日本音樂部門年度Best 5專輯銷量獎（就是在這裡）、年度Best 5單曲銷量獎（Everyday、髮箍、風正在吹、變成櫻花樹、機會的順序、飛翔入手）、年度Best 5單曲下載獎（Everyday、髮箍） - 第54屆日本唱片大獎 - 最高榮譽大獎（仲夏的Sounds good）、年度音樂錄影帶獎（AKBがいっぱい〜ザ・ベスト・ミュージックビデオ〜） - 第45屆日本有線大獎 - 有線音樂優秀獎（格子花紋） - 日本告示牌音樂大獎 - 年度最佳藝人獎、優秀流行藝人獎、Hot 100單曲獎（仲夏的Sounds good）、Hot 100年度最暢銷單曲獎（仲夏的Sounds good） - 第11屆CCTV-MTV音樂盛典 - 亞洲年度最受歡迎組合獎 - 第14屆Mnet亞洲音樂大獎 - 最佳日本歌手獎 - 吉尼斯世界纪录大全認證 - 最多歌手亮相的電子遊戲、24小時以內通過地上電波播出同一商品最多版本的電視廣告 |
| 2013 | - 第1屆音悅V榜年度盛典 - 日本最佳组合獎 - 第27屆日本金唱片大獎 - 日本音樂部門年度最佳藝人獎、年度最佳單曲銷量獎（仲夏的Sounds good!）、日本音樂部門年度Best 5專輯銷量獎（1830m）、年度Best 5單曲銷量獎（仲夏的Sounds good!、格子花紋、GIVE ME FIVE!、UZA、崇尚麻里子） - 第55屆日本唱片大獎 - 優秀作品獎（戀愛的幸運餅乾） - 第46屆日本有線大獎 - 有線音樂優秀獎（戀愛的幸運餅乾） - 日本告示牌音樂大獎 - 年度最佳藝人獎、優秀流行藝人獎、Hot 100單曲獎（戀愛的幸運餅乾）、年度最暢銷單曲獎（再見自由式） |
| 2014 | - 第2屆音悅V榜年度盛典 - 日本最佳组合獎 - 第28屆日本金唱片大獎 - 年度最佳單曲銷量獎（再見自由式）、日本音樂部門年度藝人獎、日本音樂部門單曲下載獎（戀愛的幸運餅乾）、年度Best 5單曲銷量獎（永遠的壓力、戀愛的幸運餅乾、再見自由式、倘若在梧桐樹什麼的）、年度Best 5單曲下載獎（戀愛的幸運餅乾） - 第56屆日本唱片大獎 - 優秀作品獎（拉布拉多獵犬） - 第47屆日本有線大獎 - 有線音樂優秀獎（心意告示牌） - 日本告示牌音樂大獎 - 年度最暢銷單曲獎（拉布拉多獵犬） |
| 2015 | - 第3屆音悅V榜年度盛典 - 日本最佳組合獎、日本最具人氣歌手獎 - 第29屆日本金唱片大獎 - 日本音樂部門年度最佳專輯銷量獎（未來軌跡）、年度最佳單曲銷量獎（拉布拉多獵犬）、日本音樂部門年度Best 5專輯銷量獎（未來軌跡）、年度Best 5單曲獎（希望無限、心意告示牌、勇往直前、拉布拉多獵犬） - 第57屆日本唱片大獎 - 優秀作品獎（我們不戰鬥） - 第48屆日本有線大獎 - 有線音樂優秀獎（紅唇Be My Baby） - 第17屆Mnet亞洲音樂大獎 - 亞洲藝人獎（日本區） |
| 2016 | - 第88回日劇學院賞 - 主題曲賞：365天的紙飛機（《阿淺來了》） - 第58屆日本唱片大獎 - 優秀作品獎（365天的紙飛機） - 第30屆日本金唱片大獎 - 年度最佳單曲銷量獎（我們不戰鬥）、日本音樂部門年度Best 5專輯銷量獎（這裡是羅德斯島、在這裡跳吧！、0與1之間）、年度Best 5單曲銷量獎（我們不戰鬥、Halloween Night、Green Flash、紅唇Be My Baby） - 第49屆日本有線大獎 - 有線音樂優秀獎（365天的紙飛機） - 日本告示牌音樂大獎 - Hot 100單曲獎（不需要翅膀）、年度最暢銷單曲獎（不需要翅膀） |
| 2017 | - 第11回大正琴音樂大賞 - 「365天的紙飛機」 - 第31屆日本金唱片大獎 - 年度最佳單曲銷量獎（不需要翅膀）、年度Best 5單曲銷量獎（不需要翅膀、你就是旋律、LOVE TRIP/分享幸福、High Tension） - 第50屆日本有線大獎 - 有線音樂優秀獎（11月的腳鏈） - 第59屆日本唱片大獎 - 優秀作品獎（空有願望） |
| 2018 | - 第32屆日本金唱片大獎 - 年度最佳單曲銷量獎（空有願望）、年度Best 5單曲銷量獎（Shoot Sign、空有願望、#就是喜歡你、11月的腳鏈） - 第60屆日本唱片大獎 - 優秀作品獎（Teacher Teacher） |
| 2019 | - 第33屆日本金唱片大獎 - 年度最佳單曲銷量獎（Teacher Teacher）、年度Best 5單曲銷量獎（Teacher Teacher、感傷列車、NO WAY MAN、年度Best 5專輯銷量獎（那個黎明，我們都知道） - 第61屆日本唱片大獎 - 優秀作品獎（持續愛戀） |
| 2020 | - 第34屆日本金唱片大獎 - 年度最佳單曲銷量獎（持續愛你）、年度Best 5單曲銷量獎（持續愛你、回憶上心頭DAYS） - 第62屆日本唱片大獎 - 優秀作品獎（即使分離） |
| 2021 | - 第35屆日本金唱片大獎 - 年度Best 5單曲銷量獎（感謝失戀） - 第63屆日本唱片大獎 - 優秀作品獎（一切都成Rumor） |

## 相关新聞
- 模仿效應

在2010年，中國大陸出現了一組名為「AK98」的美少女團體，無論在曲風、服裝、造型等方面都和AKB48有相似之處，因而被一些網民稱為「山寨版AKB48」。AK98發言人其後宣稱他們「根本就不認識AKB48」，更否認抄襲的指責。在2011年中國大陸山東衛視的《飞向2011：第五届全球华人网络春晚》，也出現了一組由48人組成的少女團隊，用同樣的舞蹈編排，唱出中文版的AKB48名曲《想見你》，而引起了AKB48歌迷的強烈不滿；同年，日本亦出現了名為「YMT56」的男子組合。這群來自早稻田大學的男大學生分別組成Y隊、M隊和T隊，主要以惡搞方式模仿AKB48。不僅在網路上爆紅，更有高中女粉絲前去觀賞表演。
- 週邊產值

2012年1月，日本朝日新聞報導AKB48成員的照片在日本已經成爲炙手可熱的收集品，甚至已經變成可以用金錢來交換的物品。在宮城縣的一個AKB48握手會活動中，成員柏木由紀的照片可以叫價5萬日圓（約600美元）。同時，售賣AKB48握手會的入場券，也成爲一種有利可圖的行業，價格可以高達19萬日圓（約2300美元）。一張前田敦子的照片更被拍賣網站以23萬日圓高價賣出。然而，在網絡上經常出現一些帶有違法性質的交易，例如要參加AKB48的「個別握手會」，購買者必須提供自己的姓名和住址，以及進入會場時也要以身份證來確認是否是本人。因此，曾出現一些黃牛販賣者把他們的身份證的影印本賣給購買者，或者乾脆在現場把他們的身份證借給購買者。這些違法交易已經受到了日本警方的高度注目，更有一名高中生因這種交易而被捕。
- 意外事件

2014年5月25日，於岩手縣瀧澤市岩手產業文化中心舉辦的全國握手會中，發生震驚日本社會的「AKB48握手會傷人事件」，在事件中，川榮李奈與入山杏奈遭遇歹徒以鋸齒狀利刃攻擊，造成了川榮右手拇指骨折與撕裂傷，手臂也被刺傷，而入山則是右手小指骨折與撕裂傷、頭部也有受傷，此外場內也有一名工作人員負傷，犯人當場被逮捕，是AKB48舉辦握手會以來所遭遇最大的安全事故，原本預定於26日舉行的AKB48 Team 4公演也因此取消，劇場總經理茅野忍也於個人Blog上表示未來將會對成員的心理輔導視為最優先考量，而川榮與入山經過治療後已於26日出院。

## 外部連結
- 官方网站
- AKB48的Facebook專頁
- AKB48的Instagram帳戶
- AKB48的X（前Twitter）
- AKB48的TikTok
- YouTube上的AKB48頻道
- AKB48的Ameba部落格（日語）（AKB48官方部落格）（日語）
- AKB48 OFFICIAL NET （页面存档备份，存于）
- AKB48 Team 8官方網站 （页面存档备份，存于）（日語）
- AKB48 Group × SHOWROOM 成員個人實況 （页面存档备份，存于）（日語）
  - AKB48的SHOWROOM專頁
  - AKB48 Team 8的SHOWROOM專頁
- AKB48 Team 8的Facebook專頁
- AKB48的X（前Twitter）
- AKB48 Mobile的X（前Twitter）
- AKB48-CHINA的新浪微博（简体中文）
- 握手会友の会 （页面存档备份，存于）
- AKB48 OFFICIAL FAN CLUB 二本柱の会 （页面存档备份，存于）
- AKB48 Group Shop（AKB48集團官方周邊商品購物網站） （页面存档备份，存于）（日語）
- King Records（現屬唱片公司） （页面存档备份，存于）（日語）
- Sony Music Online Japan（舊屬唱片公司） （页面存档备份，存于）（日語）
- Osare Company（AKB48集團服裝及整體造型設計團隊） （页面存档备份，存于）（日語）